# Hor
Hor ali Horus je bil eden od najpomembnejših bogov Starega Egipta. Častili so ga najmanj od poznega prazgodovinskega obdobja do ptolomejskega in rimskega obdobja. V zgodovini je imel več različnih oblik, ki jih egiptologi obravnavajo kot različne bogove. Različne oblike so morda različna dojemanja istega večslojnega božanstva, v katerih so bile poudarjeni različni atributi, ali spojena različna, tudi nasprotujoča si verovanja in prepričanja. Najpogosteje je upodobljen kot južni sokol ali sokol selec ali človek s sokoljo glavo.
Hor se je prvič dokumentirano pojavil kot bog zaščitnik Nehena v Gornjem Egiptu. Bil je prvi nacionalni bog, povezan predvsem s kraljem, na katerega so takrat začeli gledati kot na manifestacijo Hora v življenju in Ozirisa po smrti. Hora so imeli za sina Ozirisa in Izide in je igral ključno vlogo v Ozirisovem mitu kot Ozirisov naslednik in rival njegovega morilca, boga Seta. V drugem izročilu je njegova mati in včasih žena boginja Hator. V egipčanski mitologiji je imel več vlog, med katerimi so bile najpomembnejše vloge boga neba, vojne in lova.

## Etimologija
Hor je v egipčanskih hierogligfih zapisan kot ḥr.w  - sokol. Izgovarjava imena je rekonstruirana kot  ħaːruw. Domneva se, da je njegovo ime pomenilo »oddaljeni« ali »tisti, ki je zgoraj, preko« Ker se je jezik s časom spremenil, sta se v koptskih narečjih pojavili imeni hoːɾ in ħoːɾ, ki sta se v staro grščino posvojili kot Ὧρος – Hōros. Ime se je takrat izgovarjalo hoːɾos. V pozni egipčanščini in koptščini se je njegovo ime ohranilo Har-si-ese – Hor, sin Izide.
Neheni je bil morda drug sokolji bog, ki so ga častili v sokoljem mestu Nehen.
Hor kot sokol je morda prikazan na Narmerjevi paleti iz približno 31. stoletja pr. n. št.

## Razvoj
Hor je bil sprva brat Izide, Ozirisa, Seta in Neftis. Z razvojem različnih kultov je postal sin Izide in Ozirisa, pri čemer je Izida ostala Ozirisova, Setova in Neftilisina sestra.

## Hor in faraon
| G5 |

| G5 |

Piramidna besedila, pisana v obdobju okoli 2400-2300 pr. n št., opisujejo naravo faraona z značilnostmi Hora in Ozirisa. Faraon, v življenju Hor, je po smrti postal Oziris in se pridružil drugim bogovom. Inkarnacijo Hora na zemlji je nasledil njegov naslednik.
Horovo rodoslovje, ki je nazadnje postalo rezultat zvez med Atumovimi otroki, je bilo morda sredstvo za razlago in utemeljitev faraonove moči. Bogovi, ki jih je ustvaril bog Atum, so vsi predstavljali kozmične in kopenske sile v egipčanskem življenju. Z istovetenjem Hora z otrokom teh sil so ga poistovetili s samim Atumom, s kasnejšim poistovetenjem faraona s Horom pa so dali faraonu teološko oblast nad celim svetom.
Zgleda, da je v obdobju pete dinastije istovetenje faraona in Hora nadomestila predstava faraona kot sina Raja.

## Izvorna mitologija
Hora je rodila boginja Izida, ko je zbrala vse dele razkosanega telesa svojega moža Ozirisa, razen penisa, katerega so vrgli v Nil in ga je požrl som. V nekaterih opisih se namesto soma pojavlja rak. Izida je s svojo magično močjo Ozirisa oživila in z njim zanosila. Ko je spoznala, da je noseča, je pobegnila v Nilovo delto, da bi se skrila pred bratom Setom, ki je iz ljubosumja ubil Ozirisa in nameraval ubiti tudi njunega sina, božanskega Hora.
Oziris se je po ponovnem rojstvu umaknil v puščavo in postal bog mrtvih. V starejših egipčanskih besedilih penisa niso vrgli v Nil in se je ohranil.

## Mitološke vloge

### Bog neba
| G9 | N27 · N27 |

| G9 | N27 · N27 |

Ker je bilo za Hora rečeno, da je nebo, je zato vseboval tudi sonce in luno. Sonce je bilo njegovo desno oko, luna pa levo in sonce in luna sta skupaj z njim kot sokolom letela preko neba. Kasneje so razlog, zakaj luna ni tako svetla kot sonce, razložili z zgodbo Spori Hora in Seta. Zgodba pravi, da sta se Set, zavetnik Gornjega Egipta, in Hor, zavetnik Spodnjega Egipta, kruto borila za Egipt. Borba je bila neodločena, dokler se niso na Horovo stran postavili drugi bogovi.
Hor je kot zmagovalec postal znan kot ḥr.w wr  - Hor veliki, vendar se njegovo ime običajno prevaja kot Hor Starejši. Set je v borbi izgubil modo, zato je puščava, ki jo je predstavljal, neplodna. Hor je v borbi izgubil levo oko, katerega mu je kasneje ustvaril in vstavil bog lune  Honsu. 
V Koledarju srečnih in nesrečnih dni na Kairskem papirusu 86637 je Hor predstavljal zatemnjeno dvojno zvezdo Algol.
V umetnosti je bil včasih upodobljen kot gol fant s prstom v ustih, sedeč z materjo na lotosu. V takšni obliki se je imenoval nfr ḥr.w  - Dobri Hor, transliterirano kot Neferhor, Neforos ali Noferos (rekonstruirano kot naːfiru ħaːruw). 
Horovo oko je staroegipčanski simbol zaščite in božanske kraljeve moči, katero sta v tem primeru dajala Hor ali Ra. Simbol se pojavlja na slikah Horove matere Izide in drugih z njo povezanih božanstev. V egipčanskem jeziku se je simbol izgovarjal vedžat (w σ). Horovo oko je bilo oko ene od najstarejših boginj, Vadžet, katero so kasneje združili z Bastet, Mut in Hator. Vadžet je bila sončno božanstvo, simbol pa je sprva pomenil njeno vsevidno oko. V zgodnjih umetniških delih je s tem očesom upodobljena tudi Hator.  Pogrebni amuleti so bili pogosto izdelani v obliki Horovega očesa. Vedžet ali Horovo oko je osrednji element sedmih zapestnic iz zlata, fajanse, karneola in lapisa lazuli, ki so jih odkrili na mumiji Šošenka II. Vadžet je bila zaščitnica kralja v zemeljskem in posmrtnem življenju in preprečevala zlo. Egipčanski in bližnjevzhodni pomorščaki so Horovo oko pogosto nameščali na premec svojih plovil, da bi jim zagotovilo varno plovbo.

### Bog vojne in lova
Hor je bil tudi bog vojne in lova. Horov sokol je upodobljen nad praporom na Paleti lovcev ali Paleti lova na leve, kot simbol mogočnosti in moči in model faraonov, ki so zase trdili, da so Hor v človeški podobi.
S Horom se je kasneje istovetil bog Anti, zaščitnik Tjebuja, ki so ga častili predvsem v severnem delu Gornjega Egipta.

### Spor med Horom in Setom
Horu je njegova mati Izida ukazala, naj ščiti prebivalce Egipta pred bogom puščave Setom, ki je ubil Horovega očeta Ozirisa. Hor se je s Setom večkrat spopadel, ne samo zato, da bi maščeval svojega očeta, ampak tudi zato, da bi izbrali pravičnega vladarja Egipta. V teh spopadih se je povezal s Spodnjim Egiptom in postal njegov zaščitnik.
V številnih različicah zgodbe Spopadi Hora in Seta  sta si bogova Egipt razdelila. Hor je dobil rodovitni del države okoli Nila, ki je bilo jedro egipčanske civilizacije, Set pa neplodno puščavo in z njo povezane tuje dežele. Hor je vladal na zemlji, medtem ko je Set prebival na nebu. Vsak bog je torej vzel eno od tradicionalnih polovic kraljestva, Gornji in Spodnji Egipt, in bil zato tradicionalno povezan z njo. 
Po Memfiški teologiji je Geb kot sodnik ozemlje najprej razdelil med oba zahtevnika, potem pa se je premislil in vse ozemlje dodelil Horu. S to odločitvijo se je po burnih sporih ponovno vzpostavil red.
Egiptologi so pogosto poskušali povezati konflikt med bogovoma s političnimi dogodki v zgodnji zgodovini ali prazgodovini Egipta. Delitve kraljestva in ponovne združitve, povezane s Horom in Setom, kažejo, da sta oba bogova predstavljala nekakšno delitev znotraj države. Egipčansko izročilo in arheološki dokazi kažejo, da je bil Egipt združen, ko je egipčansko Gornje kraljestvo na jugu osvojilo Spodnji Egipt na severu. Zgornji egipčanski vladarji so se imenovali Horovi privrženci, Hor pa je postal zavetno božanstva združenega naroda in njegovih kraljev.
- Hor, upodobljen kot sokol
- Hor z obročema šen v krempljih, Louvre, Pariz
- Grško-rimski Hor iz obdobja okoli 300-250 pr. n. št., The Walters Art Museum, Boston
- Replika Horovega kipa, po letu  600 pr. n. št., Britanski muzej, London

Hora in Seta ni mogoče enostavno izenačiti z dvema polovicama države. Obe božanstvi sta imeli v obeh regijah več kultnih središč, čeprav se Hor pogosto povezuje s Spodnjim Egiptom, Set pa z Gornjim. Na mit bi lahko vplivali tudi drugi dogodki. Pred tem je imel tudi Gornji Egipt enega samega vladarja in dve glavni mesti: Nehen na jugu in Nakado daleč na severu. Združitev Gornjega Egipta, vključno z Nakado, se običajno pripisuje vladarjem Nehena, katerega zavetnik je bil Hor. Zavetnik Nakade je bil Set, zato bi spori med bogovoma lahko bili odraz političnih sporov med obema mestoma.
Mnogo kasneje je proti koncu druge dinastije (okoli 2890–2686 pr. n. št.) kralj Set-Peribsen v svoj serek vnesel Seta žival (ša) namesto sokola, ki je predstavljal Hora. Njegov naslednik Kasekemvi je imel v svojem sereku Hora in Seta, kar je sprožilo domnevo, da je druga dinastija doživela spopad med privrženci kralja Hora in oboževalci Seta, ki jih je vodil Set-Peribsen. Kasekemvijeva raba obeh živalskih simbolov bi lahko pomenila spravo med obema frakcijama, omenjeno v mitu.

### Heru-pa-khered (Hor Mlajši)
Hor Mlajši, za ptolomejske Grke Harpocrates, se je upodabljal kot mladenič s kito las kot simbolom mladosti na desni strani glave, ki sesa prst. Na glavi je imel običajno združeno krono Gornjega in Spodnjega Egipta. Kot tak je predstavljal vzhajajoče sonce oziroma njegovo najzgodnejšo svetlobo.

### Her-ur (Hor Starejši)
Hor je bil v tej obliki prikazan kot bog svetlobe in mož boginje Hator. Bil je eden od najstarejših egipčanskih bogov. Postal je zavetnih Nehena (Hierankopol) in prvi nacionalni bog (kraljestva). Kasneje je postal tudi zaščitnik faraonov in se imenoval sin resnice. Upodabljali so ga kot sokola z razprtimi krili. Njegovo desno oko je bilo sonce, levo pa luna. V tej obliki so ga včasih imenovali Kemver, kar pomeni veliki črni.
Grška oblika imena Her-ur (ali Har uer) je Haroeris. Drugi različici imena sta Hor Merti – Hor z dvema očesoma ali Horkhenti Irti.

## Horovi prazniki
Makrobijev Chronicon omenja vsakoletno Horovo praznovanje, ki je označevalo zimski  sončev obrat. Makrobijevo trditev potrjuje analiza del Epifana Salaminskega. 